# Naucelle
Naucelle település Franciaországban, Aveyron megyében. Lakosainak száma 2017 fő (2022. január 1.). Naucelle Cabanès, Camjac, Quins, Sauveterre-de-Rouergue és Tauriac-de-Naucelle községekkel határos.

## Népesség
A település népessége az elmúlt években az alábbi módon változott:
| Lakosok száma | 1989 | 2076 | 1929 | 1944 | 1961 | 1990 | 2004 | 2007 | 2023 | 2017 |
|               | 1968 | 1982 | 1990 | 2006 | 2013 | 2015 | 2017 | 2019 | 2020 | 2022 |